# 淮安军 (咸淳)
淮安军，南宋的军。
咸淳七年（1271年）置，治所在五河县（今安徽省五河县南）。属淮南东路。辖境相当今安徽省五河县地。元朝初年废。